# Clyde Wijnhard
Clyde Wijnhard (ur. 1 listopada 1973 w Paramaribo) – holenderski piłkarz, występujący na pozycji napastnika. W trakcie kariery mierzył 180 cm wzrostu. Większość kariery spędził w angielskich klubach. Karierę zakończył w 2006 roku.

## Kariera
Wijnhard profesjonalną karierę rozpoczynał w Ajaxie Amsterdam. Debiut w Eredivisie zaliczył 24 stycznia 1993, w wygranym 4-1 pojedynku z FC Dordrecht. W tym spotkaniu zdobył także pierwszego gola w karierze. Łącznie w debiutanckim sezonie rozegrał cztery mecze i strzelił dwie bramki. Zdobył także Puchar Holandii i Superpuchar tego kraju. W 1993 roku powędrował na wypożyczenie do FC Groningen. Spędził tam rok. Potem powrócił do Ajaxu, ale nie zaliczył już żadnego występu w barwach tego klubu.
W 1995 roku, nie mogąc wywalczyć sobie miejsca w pierwszym składzie, odszedł do RKC Waalwijk. Szybko przebił się tam do wyjściowej jedenastce. Przez dwa sezony rozegrał łącznie 50 spotkań i zdobył 18 bramek w tej drużynie.
W 1997 roku zdecydował się odejść do Willem II Tilburg. Na koniec sezonu zajął z tym zespołem piątą pozycję w lidze i wywalczył awans do Pucharu UEFA. Nie zdążył jednak zagrać w tych rozgrywkach jako zawodnik tego klubu, gdyż przeszedł do angielskiego Leeds United.
Debiut w Premier League zaliczył 15 sierpnia 1998 w bezbramkowo zremisowanym pojedynku z Middlesbrough F.C. Z tą drużyną grał w Pucharze UEFA, z którego odpadli w drugiej rundzie, po porażce w dwumeczu z AS Romą. Łącznie zagrał tam w osiemnastu ligowych pojedynkach i strzelił trzy gole.
W 1999 roku odszedł do drugoligowego Huddersfield Town. W drugim sezonie gry dla tego klubu spadł z nim do trzeciej ligi. Postanowił wtedy pozostać w tej drużynie, ale pół roku później został zawodnikiem Preston North End, grającego jedną klasę rozgrywkową wyżej. Od kolejnego sezonu reprezentował barwy Oldham Athletic. Zagrał tam w lidze 25 razy. W 2003 przeszedł do portugalskiego SC Beira-Mar. Po roku powrócił do Anglii i grał tam w Darlington F.C., Macclesfield Town oraz w Brentford F.C., w którym zakończył karierę.
| Sezon   | Klub              | Kraj       | Rozgrywki      | Mecze | Bramki |
| ------- | ----------------- | ---------- | -------------- | ----- | ------ |
| 1992/93 | AFC Ajax          | Holandia   | Eredivisie     | 4     | 2      |
| 1993/94 | FC Groningen      | Holandia   | Eredivisie     | 23    | 3      |
| 1994/95 | AFC Ajax          | Holandia   | Eredivisie     | 0     | 0      |
| 1995/96 | RKC Waalwijk      | Holandia   | Eredivisie     | 33    | 8      |
| 1996/97 | RKC Waalwijk      | Holandia   | Eredivisie     | 17    | 10     |
| 1997/98 | Willem II Tilburg | Holandia   | Eredivisie     | 29    | 14     |
| 1998/99 | Leeds United      | Anglia     | Premier League | 18    | 3      |
| 1999/00 | Huddersfield Town | Anglia     | Division One   | 45    | 15     |
| 2000/01 | Huddersfield Town | Anglia     | Division One   | 4     | 0      |
| 2001/02 | Huddersfield Town | Anglia     | Division Two   | 13    | 1      |
| 2001/02 | Preston North End | Anglia     | Division One   | 6     | 3      |
| 2002/03 | Oldham Athletic   | Anglia     | Division Two   | 25    | 10     |
| 2003/04 | SC Beira-Mar      | Portugalia | Primeira Liga  | 28    | 9      |
| 2004/05 | Darlington F.C.   | Anglia     | League Two     | 31    | 14     |
| 2005/06 | Darlington F.C.   | Anglia     | League Two     | 8     | 1      |
| 2005/06 | Macclesfield Town | Anglia     | League Two     | 20    | 8      |
| 2006/07 | Brentford F.C.    | Anglia     | League One     | 9     | 0      |